# Соловей, Владимир Сергеевич
Владимир Сергеевич Соловей (1922—1948) — майор Советской Армии, участник Великой Отечественной войны, Герой Советского Союза (1945).

## Биография

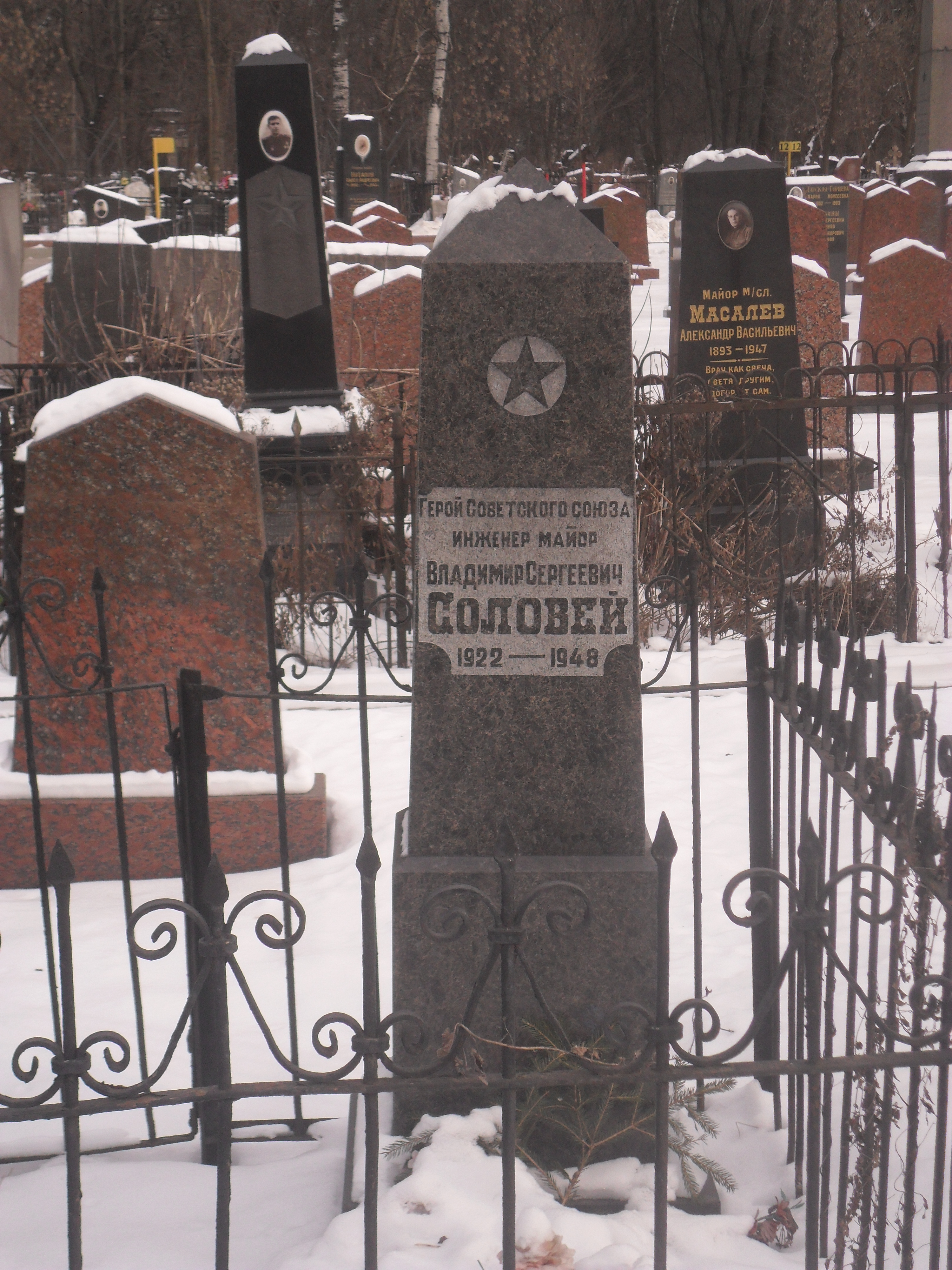
Могила Соловья на Преображенском кладбище Москвы.

Владимир Соловей родился 22 июля 1922 года в селе Великая Косница (ныне — Ямпольский район Винницкой области Украины). Окончил десять классов школы. В октябре 1940 года Соловей был призван на службу в Рабоче-крестьянскую Красную Армию. Окончил военное инженерное училище. С февраля 1942 года — на фронтах Великой Отечественной войны. К июлю 1944 года майор Владимир Соловей командовал 509-м отдельным сапёрным батальоном 331-й стрелковой дивизии 31-й армии 3-го Белорусского фронта. Отличился во время освобождения Минской области Белорусской ССР.
1 июля 1944 года Соловей провёл инженерную разведку западного берега Березины в районе Борисова и вместе с группой сапёров переправился через реку, где захватил плацдарм. В том бою группа Соловья уничтожила около 30 солдат и офицеров противника. После этого она удерживала плацдарм и изготовляла плавсредства, переправив передовые артиллерийские подразделения.
Указом Президиума Верховного Совета СССР от 24 марта 1945 года за «мужество и героизм, проявленные при форсировании Березины», майор Владимир Соловей был удостоен высокого звания Героя Советского Союза с вручением ордена Ленина и медали «Золотая Звезда» за номером 6505.
После окончания войны Соловей продолжил службу в Советской Армии. Участник Парада Победы. Скоропостижно умер 21 апреля 1948 года, похоронен на Преображенском кладбище Москвы.
Был также награждён орденами Красного Знамени, Красной Звезды, рядом медалей.
В честь Соловья названа улица в его родном селе.